# Binària de baixa massa emissora de raigs X
Les binàries de raigs X de baixa massa són sistemes binaris formats per un objecte compacte (estrella de neutrons o forat negre) i una estrella companya en la seqüència principal i una massa molt menor a la del Sol, pertanyent al tipus espectral K o M.
L'estrella companya plena el que es coneix com a lòbul de Roche i transfereix part de massa a l'estrella de neutrons o forat negre. Un cop travessat el lòbul de Roche, la matèria de l'estrella companya encara gira en una òrbita massa àmplia per caure en l'objecte compacte, de manera que crea un disc de matèria anomenat disc d'acreció. Mitjançant successives col·lisions, els fragments del disc d'acreixement van perdent velocitat i són finalment engolits per l'objecte compacte. Les col·lisions fan que els fragments s'escalfin a temperatures de milions de graus i generin raigs X. 